# IWI DAN狙擊步槍
IWI DAN .338手動槍機狙擊步槍是一款由以色列武器工業（IWI）自2014年起生產、並且以古城丹的名字命名的旋转后拉式枪机式手動狙擊步槍，發射用於狙擊、火力強大的.338拉普麥格農（.338 Lapua Magnum，8.6×70毫米或8.58×70毫米）口徑步枪子彈。而且正如所發射的彈藥，其主要目的是遠距離狙擊，和有限度的反器材用途。
IWI DAN在1,200公尺範圍以內具有小於1MOA的精度。該狙擊步槍的研製旨在與其他.338口徑狙擊步槍，比如在以色列國防軍現役的PRO 2000 HTR狙击步枪、被以色列國防軍精銳部隊和海豹部隊採用的TAC-338、精密國際AWM和PGM 338爭奪在以色列國防軍中該口徑狙擊步槍的地位。

## 概述
該步槍是由尼希米·西爾基斯博士（Dr. Nehamiya Sirkis）與以色列國防軍特種部隊的合作設計，並且由以色列武器工業公司生產和向全球銷售。據說IWI DAN亦被英國精英突击队特种空勤团（SAS）所採用，並且得到正面評價。

## 工程結構
IWI DAN狙擊步槍發射.338拉普麥格農（8.6×70毫米或8.58×70毫米）口徑步枪子彈，後者的研製目的是狙擊超過800公尺（874.89码，2,624.67英尺）的長距離目標。槍身步槍各個結構都注重人體工程學和使用者的舒適性。步槍以上的部件，比如槍托，可由使槍的射手自行定制。步槍以上具有多條MIL-STD-1913戰術導軌，用以安裝日間／夜間光學狙擊鏡（頂部導軌）、兩腳架（底部導軌）或其他附件（其他導軌）。比賽等級的自由浮動式槍管表面具有凹槽，前端還如一部份比賽型手槍那些開孔式槍管般內建槍口制退孔，槍口具有快速裝上消聲器的聯接螺紋。
IWI DAN使用的.338拉普麥格農狙擊彈藥的最大射程遠見1,200—1,500公尺（1,312.34—1,640.42码，3,937.01—4,921.26英尺）。該彈藥預定目標，除了性質和其精度都具備強大的對人火力：它可以貫穿防彈背心並造成最致命的傷害，對沒有裝甲保護的载具也有一定效果。
IWI DAN被認為是一枝相當準確的狙擊步槍，但經角分（MOA）正式統計的精度卻尚未公佈。以色列武器工業致力讓該步槍具有小於1角分的精度，並且估計精度為0.5角分。

## 使用國
- 以色列：正受以色列國防軍進行的評估。[1]
- 英国
  - 特种空勤团[1]

## 資料來源
1. 1 2 3  .   [2016-08-27]. （原始内容存档于2019-05-24）.

## 外部連結
- （英文）—Modern Firearms—IWI DAN 338 Sniper Rifle（页面存档备份，存于）
- （英文）—The Firearm Blog.com—
  - IWI Releases .338 Lapua Bolt Action “DAN” Rifle（页面存档备份，存于）
  - ［Big 3 East］ IWI X95 and Updates（页面存档备份，存于）
- （英文）—The Truth About Guns.com－IWI’s “Smart Gun” – It’s A Hit!（页面存档备份，存于）
- （英文）—IWI DAN（页面存档备份，存于）, Defense Update
- （英文）—IWI DAN（页面存档备份，存于）, Israel Homeland Security, June 2014
- （英文）—Meet IWI's New Bolt Action Sniper Rifle（页面存档备份，存于）, Israel Defense
- （英文）—Tactical-Life.com—IWI Unveils DAN .338 Bolt Action Sniper Rifle（页面存档备份，存于）
- （英文）—SAS Snipers to get world best rifle（页面存档备份，存于）, Daily Star（英语：Daily Star (British newspaper)）, August 2014